# Élections législatives de 2017 en Haute-Savoie
Les élections législatives françaises de 2017 se dérouleront les 11 et 18 juin 2017. Dans le département de la Haute-Savoie, six députés sont à élire dans le cadre de six circonscriptions.

## Élus
| Circonscription                                 | Député sortant       | Parti | Parti | Député élu ou réélu  | Parti | Parti |
| ----------------------------------------------- | -------------------- | ----- | ----- | -------------------- | ----- | ----- |
| 1re                                             | Bernard Accoyer*     |       | LR    | Véronique Riotton    |       | LREM  |
| 2e                                              | Lionel Tardy         |       | LR    | Frédérique Lardet    |       | LREM  |
| 3e                                              | Martial Saddier      |       | LR    | Martial Saddier      |       | LR    |
| 4e                                              | Virginie Duby-Muller |       | LR    | Virginie Duby-Muller |       | LR    |
| 5e                                              | Marc Francina*       |       | LR    | Marion Lenne         |       | LREM  |
| 6e                                              | Sophie Dion          |       | LR    | Xavier Roseren       |       | LREM  |
| * député sortant ne se représentant pas en 2017 |                      |       |       |                      |       |       |

## Rappel des résultats départementaux des élections de 2012
| Parti          | Parti                                     | Premier tour | Premier tour | Second tour | Second tour | Sièges |
| Parti          | Parti                                     | Voix         | %            | Voix        | %           | Sièges |
| -------------- | ----------------------------------------- | ------------ | ------------ | ----------- | ----------- | ------ |
|                | Union pour un mouvement populaire         | 95 916       | 34,50        | 140 964     | 56,02       | 6      |
|                | Divers droite dont DLR, PCD               | 20 608       | 7,41         |             |             | 0      |
|                | Parti radical                             | 7 917        | 2,85         | 0           |             |        |
|                | Nouveau centre                            | 2 384        | 0,86         | 0           |             |        |
|                | Droite parlementaire                      | 126 825      | 45,62        | 140 964     | 56,02       | 6      |
|                |                                           |              |              |             |             |        |
|                | Parti socialiste                          | 57 543       | 20,70        | 79 696      | 31,67       | 0      |
|                | Europe Écologie Les Verts                 | 19 960       | 7,18         | 15 324      | 6,09        | 0      |
|                | Parti radical de gauche                   | 9 373        | 3,37         | 15 649      | 6,22        | 0      |
|                | Majorité présidentielle                   | 86 876       | 31,25        | 110 669     | 43,98       | 0      |
|                |                                           |              |              |             |             |        |
|                | Front national                            | 36 641       | 13,18        |             |             | 0      |
|                | Front de gauche                           | 10 483       | 3,77         | 0           |             |        |
|                | Divers écologiste dont LT-LNÉ, MÉI et AÉI | 5 905        | 2,12         | 0           |             |        |
|                | Mouvement démocrate                       | 5 250        | 1,89         | 0           |             |        |
|                | Divers                                    | 2 903        | 1,04         | 0           |             |        |
|                | Extrême gauche dont LO, NPA et POI        | 2 115        | 0,76         | 0           |             |        |
|                | Régionaliste                              | 579          | 0,21         | 0           |             |        |
|                | Mouvement national républicain            | 431          | 0,16         | 0           |             |        |
|                |                                           |              |              |             |             |        |
| Inscrits       | Inscrits                                  | 505 078      | 100,00       | 504 375     | 100,00      | 6      |
| Abstentions    | Abstentions                               | 223 848      | 44,32        | 245 284     | 48,63       |        |
| Votants        | Votants                                   | 281 230      | 55,68        | 259 091     | 51,37       |        |
| Blancs et nuls | Blancs et nuls                            | 3 222        | 1,15         | 7 458       | 2,88        |        |
| Exprimés       | Exprimés                                  | 278 008      | 98,85        | 251 633     | 97,12       |        |

## Résultats

### Résultats à l'échelle du département
|                                                  |                           |                           |                           |                          |                          |
|                                                  |                           | Premier tour 11 juin 2017 | Premier tour 11 juin 2017 | Second tour 18 juin 2017 | Second tour 18 juin 2017 |
|                                                  |                           |                           |                           |                          |                          |
|                                                  |                           | Nombre                    | % des inscrits            | Nombre                   | % des inscrits           |
| Inscrits                                         | Inscrits                  | 536 839                   | 100,00                    | 536 949                  | 100,00                   |
| Abstentions                                      | Abstentions               | 287 429                   | 53,54                     | 317 895                  | 59,20                    |
| Votants                                          | Votants                   | 249 410                   | 46,46                     | 219 054                  | 40,80                    |
|                                                  |                           |                           | % des votants             |                          | % des votants            |
| Bulletins blancs                                 | Bulletins blancs          | 2 642                     | 1,06                      | 12 168                   | 5,55                     |
| Bulletins nuls                                   | Bulletins nuls            | 1 033                     | 0,41                      | 4 000                    | 1,83                     |
| Suffrages exprimés                               | Suffrages exprimés        | 245 735                   | 98,53                     | 202 886                  | 92,62                    |
|                                                  |                           |                           |                           |                          |                          |
| Étiquette politique                              | Étiquette politique       | Voix                      | % des exprimés            | Voix                     | % des exprimés           |
|                                                  |                           |                           |                           |                          |                          |
|                                                  | La République en marche   | 96 711                    | 39,36                     | 109 572                  | 54,01                    |
|                                                  | Les Républicains          | 57 725                    | 23,49                     | 77 933                   | 38,41                    |
|                                                  | Front national            | 23 828                    | 9,70                      |                          |                          |
|                                                  | La France insoumise       | 19 568                    | 7,96                      |                          |                          |
|                                                  | Écologiste                | 11 671                    | 4,75                      |                          |                          |
|                                                  | Divers droite             | 7 982                     | 3,25                      | 15 381                   | 7,58                     |
|                                                  | Divers                    | 7 929                     | 3,23                      |                          |                          |
|                                                  | Régionaliste              | 7 184                     | 2,92                      |                          |                          |
|                                                  | Parti socialiste          | 5 222                     | 2,13                      |                          |                          |
|                                                  | Parti communiste français | 3 664                     | 1,49                      |                          |                          |
|                                                  | Debout la France          | 2 240                     | 0,91                      |                          |                          |
|                                                  | Extrême gauche            | 1 254                     | 0,5                       |                          |                          |
|                                                  | Parti radical de gauche   | 552                       | 0,22                      |                          |                          |
|                                                  | Divers gauche             | 205                       | 0,08                      |                          |                          |
| Source : Ministère de l'Intérieur - Haute-Savoie |                           |                           |                           |                          |                          |

### Résultats par circonscription

#### Première circonscription
Député sortant : Bernard Accoyer (Les Républicains).
|                                                                                 |                                                                                     |                           |                           |                          |                          |
|                                                                                 |                                                                                     | Premier tour 11 juin 2017 | Premier tour 11 juin 2017 | Second tour 18 juin 2017 | Second tour 18 juin 2017 |
|                                                                                 |                                                                                     |                           |                           |                          |                          |
|                                                                                 |                                                                                     | Nombre                    | % des inscrits            | Nombre                   | % des inscrits           |
| Inscrits                                                                        | Inscrits                                                                            | 100 268                   | 100,00                    | 100 364                  | 100,00                   |
| Abstentions                                                                     | Abstentions                                                                         | 50 234                    | 50,10                     | 57 816                   | 57,61                    |
| Votants                                                                         | Votants                                                                             | 50 034                    | 49,90                     | 42 548                   | 42,39                    |
|                                                                                 |                                                                                     |                           | % des votants             |                          | % des votants            |
| Bulletins blancs                                                                | Bulletins blancs                                                                    | 559                       | 1,12                      | 2 519                    | 5,92                     |
| Bulletins nuls                                                                  | Bulletins nuls                                                                      | 204                       | 0,41                      | 893                      | 2,10                     |
| Suffrages exprimés                                                              | Suffrages exprimés                                                                  | 49 271                    | 98,48                     | 39 136                   | 91,98                    |
|                                                                                 |                                                                                     |                           |                           |                          |                          |
| Candidat Étiquette politique (partis et alliances)                              | Candidat Étiquette politique (partis et alliances)                                  | Voix                      | % des exprimés            | Voix                     | % des exprimés           |
|                                                                                 |                                                                                     |                           |                           |                          |                          |
|                                                                                 | Véronique Riotton La République en marche                                           | 23 631                    | 47,96                     | 25 174                   | 64,32                    |
|                                                                                 | Annabel André-Laurent Les Républicains (Union des démocrates et indépendants)       | 9 285                     | 18,84                     | 13 962                   | 35,68                    |
|                                                                                 | Brigitte Thiéry-Audubert Front national                                             | 5 072                     | 10,29                     |                          |                          |
|                                                                                 | Julian Augé La France insoumise                                                     | 3 199                     | 6,49                      |                          |                          |
|                                                                                 | Jean-Jacques Bouchet Europe Écologie Les Verts                                      | 1 414                     | 2,87                      |                          |                          |
|                                                                                 | Christophe Poncet Parti socialiste                                                  | 1 235                     | 2,51                      |                          |                          |
|                                                                                 | Michel Lombart Parti communiste français (Front de gauche)                          | 867                       | 1,76                      |                          |                          |
|                                                                                 | François Encrenaz Debout la France                                                  | 776                       | 1,57                      |                          |                          |
|                                                                                 | Roland Dufournet Écologiste (Alliance écologiste indépendante)                      | 744                       | 1,51                      |                          |                          |
|                                                                                 | Arnaud Dumain Écologiste (Union des démocrates et des écologistes)                  | 555                       | 1,13                      |                          |                          |
|                                                                                 | Dominique Noyeau Régionaliste (Savoie fédérale)                                     | 468                       | 0,95                      |                          |                          |
|                                                                                 | Loïc Brassart Divers (Parti animaliste)                                             | 411                       | 0,83                      |                          |                          |
|                                                                                 | Karinne Mozer Divers (Union populaire républicaine)                                 | 341                       | 0,69                      |                          |                          |
|                                                                                 | Corinne Israël Écologiste (Confédération pour l'homme, l'animal et la planète)      | 340                       | 0,69                      |                          |                          |
|                                                                                 | Grégoire Arpin-Bueria Divers (#MaVoix)                                              | 297                       | 0,60                      |                          |                          |
|                                                                                 | Marina Chélépine Régionaliste (Initiatives démocratiques - Mouvement région Savoie) | 218                       | 0,44                      |                          |                          |
|                                                                                 | Jean-Paul Macé Lutte ouvrière                                                       | 213                       | 0,43                      |                          |                          |
|                                                                                 | Corinne Baro Divers gauche (Nouvelle Donne)                                         | 205                       | 0,42                      |                          |                          |
| Source : Ministère de l'Intérieur - Première circonscription de la Haute-Savoie |                                                                                     |                           |                           |                          |                          |

#### Deuxième circonscription
Député sortant : Lionel Tardy (Les Républicains).
|                                                                                 |                                                                                       |                           |                           |                          |                          |
|                                                                                 |                                                                                       | Premier tour 11 juin 2017 | Premier tour 11 juin 2017 | Second tour 18 juin 2017 | Second tour 18 juin 2017 |
|                                                                                 |                                                                                       |                           |                           |                          |                          |
|                                                                                 |                                                                                       | Nombre                    | % des inscrits            | Nombre                   | % des inscrits           |
| Inscrits                                                                        | Inscrits                                                                              | 94 940                    | 100,00                    | 94 936                   | 100,00                   |
| Abstentions                                                                     | Abstentions                                                                           | 48 197                    | 50,77                     | 54 090                   | 56,98                    |
| Votants                                                                         | Votants                                                                               | 46 743                    | 49,23                     | 40 846                   | 43,02                    |
|                                                                                 |                                                                                       |                           | % des votants             |                          | % des votants            |
| Bulletins blancs                                                                | Bulletins blancs                                                                      | 484                       | 1,04                      | 2 304                    | 5,64                     |
| Bulletins nuls                                                                  | Bulletins nuls                                                                        | 214                       | 0,46                      | 696                      | 1,70                     |
| Suffrages exprimés                                                              | Suffrages exprimés                                                                    | 46 045                    | 98,51                     | 37 846                   | 92,66                    |
|                                                                                 |                                                                                       |                           |                           |                          |                          |
| Candidat Étiquette politique (partis et alliances)                              | Candidat Étiquette politique (partis et alliances)                                    | Voix                      | % des exprimés            | Voix                     | % des exprimés           |
|                                                                                 |                                                                                       |                           |                           |                          |                          |
|                                                                                 | Frédérique Lardet La République en marche                                             | 18 749                    | 40,72                     | 20 286                   | 53,60                    |
|                                                                                 | Lionel Tardy (député sortant) Les Républicains (Union des démocrates et indépendants) | 11 836                    | 25,71                     | 17 560                   | 46,40                    |
|                                                                                 | Vincent Lecaillon Front national                                                      | 4 046                     | 8,79                      |                          |                          |
|                                                                                 | Yann Burguière La France insoumise                                                    | 3 276                     | 7,11                      |                          |                          |
|                                                                                 | Jeannie Tremblay Europe Écologie Les Verts                                            | 2 362                     | 5,13                      |                          |                          |
|                                                                                 | Loris Fontana Parti communiste français (Front de gauche)                             | 938                       | 2,04                      |                          |                          |
|                                                                                 | Ghislain La Spisa Parti socialiste                                                    | 843                       | 1,83                      |                          |                          |
|                                                                                 | Jean-Marc Brûlé Parti radical de gauche                                               | 552                       | 1,20                      |                          |                          |
|                                                                                 | Claude Baudouin Écologiste (Mouvement 100 %)                                          | 505                       | 1,10                      |                          |                          |
|                                                                                 | Jérôme Gretz Divers droite                                                            | 473                       | 1,03                      |                          |                          |
|                                                                                 | Jean-Paul Vigarié Divers (Parti animaliste)                                           | 442                       | 0,96                      |                          |                          |
|                                                                                 | Lionel Falcy Régionaliste                                                             | 418                       | 0,91                      |                          |                          |
|                                                                                 | Maurice Ravaz Régionaliste (Les voix de Savoie)                                       | 375                       | 0,81                      |                          |                          |
|                                                                                 | Pierre Mollier Divers (Union populaire républicaine)                                  | 298                       | 0,65                      |                          |                          |
|                                                                                 | Martine Delachet Écologiste (Confédération pour l'homme, l'animal et la planète)      | 253                       | 0,55                      |                          |                          |
|                                                                                 | Naci Yildirim Lutte ouvrière                                                          | 225                       | 0,49                      |                          |                          |
|                                                                                 | Chantal Touvet Divers droite (Parti Chrétien-Démocrate)                               | 210                       | 0,46                      |                          |                          |
|                                                                                 | Michel Sarteur Divers droite                                                          | 174                       | 0,38                      |                          |                          |
|                                                                                 | Camille Thébaut Divers (Allons enfants !)                                             | 70                        | 0,15                      |                          |                          |
| Source : Ministère de l'Intérieur - Deuxième circonscription de la Haute-Savoie |                                                                                       |                           |                           |                          |                          |

#### Troisième circonscription
Député sortant : Martial Saddier (Les Républicains).
|                                                                                  |                                                                                          |                           |                           |                          |                          |
|                                                                                  |                                                                                          | Premier tour 11 juin 2017 | Premier tour 11 juin 2017 | Second tour 18 juin 2017 | Second tour 18 juin 2017 |
|                                                                                  |                                                                                          |                           |                           |                          |                          |
|                                                                                  |                                                                                          | Nombre                    | % des inscrits            | Nombre                   | % des inscrits           |
| Inscrits                                                                         | Inscrits                                                                                 | 81 860                    | 100,00                    | 81 882                   | 100,00                   |
| Abstentions                                                                      | Abstentions                                                                              | 43 967                    | 53,71                     | 47 097                   | 57,52                    |
| Votants                                                                          | Votants                                                                                  | 37 893                    | 46,29                     | 34 785                   | 42,48                    |
|                                                                                  |                                                                                          |                           | % des votants             |                          | % des votants            |
| Bulletins blancs                                                                 | Bulletins blancs                                                                         | 459                       | 1,21                      | 1 872                    | 5,38                     |
| Bulletins nuls                                                                   | Bulletins nuls                                                                           | 150                       | 0,40                      | 555                      | 1,60                     |
| Suffrages exprimés                                                               | Suffrages exprimés                                                                       | 37 284                    | 98,39                     | 32 358                   | 93,02                    |
|                                                                                  |                                                                                          |                           |                           |                          |                          |
| Candidat Étiquette politique (partis et alliances)                               | Candidat Étiquette politique (partis et alliances)                                       | Voix                      | % des exprimés            | Voix                     | % des exprimés           |
|                                                                                  |                                                                                          |                           |                           |                          |                          |
|                                                                                  | Guillaume Gibouin La République en marche                                                | 13 894                    | 37,27                     | 15 693                   | 48,50                    |
|                                                                                  | Martial Saddier (député sortant) Les Républicains (Union des démocrates et indépendants) | 10 842                    | 29,08                     | 16 665                   | 51,50                    |
|                                                                                  | Nathalie Genand Front national                                                           | 4 441                     | 11,91                     |                          |                          |
|                                                                                  | Jacques Cambon La France insoumise                                                       | 4 024                     | 10,79                     |                          |                          |
|                                                                                  | Annie Collinet Europe Écologie Les Verts                                                 | 2 101                     | 5,64                      |                          |                          |
|                                                                                  | Jean-Philippe Deprez Divers droite (La Droite moderne)                                   | 556                       | 1,49                      |                          |                          |
|                                                                                  | Claude Bouttaz Régionaliste                                                              | 524                       | 1,41                      |                          |                          |
|                                                                                  | Évelyne Harlay Régionaliste (Les voix de Savoie)                                         | 367                       | 0,98                      |                          |                          |
|                                                                                  | Éric Champlong Divers (Union populaire républicaine)                                     | 303                       | 0,81                      |                          |                          |
|                                                                                  | Jacques Matteï Lutte ouvrière                                                            | 232                       | 0,62                      |                          |                          |
| Source : Ministère de l'Intérieur - Troisième circonscription de la Haute-Savoie |                                                                                          |                           |                           |                          |                          |

#### Quatrième circonscription
Député sortant : Virginie Duby-Muller (Les Républicains).
|                                                                                  |                                                                                                 |                           |                           |                          |                          |
|                                                                                  |                                                                                                 | Premier tour 11 juin 2017 | Premier tour 11 juin 2017 | Second tour 18 juin 2017 | Second tour 18 juin 2017 |
|                                                                                  |                                                                                                 |                           |                           |                          |                          |
|                                                                                  |                                                                                                 | Nombre                    | % des inscrits            | Nombre                   | % des inscrits           |
| Inscrits                                                                         | Inscrits                                                                                        | 85 191                    | 100,00                    | 85 226                   | 100,00                   |
| Abstentions                                                                      | Abstentions                                                                                     | 49 207                    | 57,76                     | 51 929                   | 60,93                    |
| Votants                                                                          | Votants                                                                                         | 35 984                    | 42,24                     | 33 297                   | 39,07                    |
|                                                                                  |                                                                                                 |                           | % des votants             |                          | % des votants            |
| Bulletins blancs                                                                 | Bulletins blancs                                                                                | 340                       | 0,94                      | 1 461                    | 4,39                     |
| Bulletins nuls                                                                   | Bulletins nuls                                                                                  | 127                       | 0,35                      | 429                      | 1,29                     |
| Suffrages exprimés                                                               | Suffrages exprimés                                                                              | 35 517                    | 98,70                     | 31 407                   | 94,32                    |
|                                                                                  |                                                                                                 |                           |                           |                          |                          |
| Candidat Étiquette politique (partis et alliances)                               | Candidat Étiquette politique (partis et alliances)                                              | Voix                      | % des exprimés            | Voix                     | % des exprimés           |
|                                                                                  |                                                                                                 |                           |                           |                          |                          |
|                                                                                  | Laura Devin La République en marche                                                             | 12 992                    | 36,58                     | 14 249                   | 45,37                    |
|                                                                                  | Virginie Duby-Muller (députée sortante) Les Républicains (Union des démocrates et indépendants) | 11 586                    | 32,62                     | 17 158                   | 54,63                    |
|                                                                                  | Wenceslas Liard Front national                                                                  | 3 428                     | 9,65                      |                          |                          |
|                                                                                  | Michèle Kobus La France insoumise                                                               | 2 531                     | 7,13                      |                          |                          |
|                                                                                  | Catherine Walthert-Selosse Europe Écologie Les Verts                                            | 1 208                     | 3,40                      |                          |                          |
|                                                                                  | Anne Favrelle Parti socialiste                                                                  | 934                       | 2,63                      |                          |                          |
|                                                                                  | Annie Anselme Parti communiste français (Front de gauche)                                       | 600                       | 1,69                      |                          |                          |
|                                                                                  | Patrick Royer Écologiste (Mouvement 100 %)                                                      | 563                       | 1,59                      |                          |                          |
|                                                                                  | Mylène Clausier Debout la France                                                                | 481                       | 1,35                      |                          |                          |
|                                                                                  | Daniel Portigliatti Régionaliste (Les voix de Savoie)                                           | 474                       | 1,33                      |                          |                          |
|                                                                                  | Laurie Bahl Divers (Union populaire républicaine)                                               | 322                       | 0,91                      |                          |                          |
|                                                                                  | Salih Kaygisiz Divers (Parti égalité et justice)                                                | 234                       | 0,66                      |                          |                          |
|                                                                                  | Sabrina Ghoual Lutte ouvrière                                                                   | 164                       | 0,46                      |                          |                          |
| Source : Ministère de l'Intérieur - Quatrième circonscription de la Haute-Savoie |                                                                                                 |                           |                           |                          |                          |

#### Cinquième circonscription
Député sortant : Marc Francina (Les Républicains).
|                                                                                  |                                                                        |                           |                           |                          |                          |
|                                                                                  |                                                                        | Premier tour 11 juin 2017 | Premier tour 11 juin 2017 | Second tour 18 juin 2017 | Second tour 18 juin 2017 |
|                                                                                  |                                                                        |                           |                           |                          |                          |
|                                                                                  |                                                                        | Nombre                    | % des inscrits            | Nombre                   | % des inscrits           |
| Inscrits                                                                         | Inscrits                                                               | 95 598                    | 100,00                    | 95 600                   | 100,00                   |
| Abstentions                                                                      | Abstentions                                                            | 53 163                    | 55,61                     | 59 203                   | 61,93                    |
| Votants                                                                          | Votants                                                                | 42 435                    | 44,39                     | 36 397                   | 38,07                    |
|                                                                                  |                                                                        |                           | % des votants             |                          | % des votants            |
| Bulletins blancs                                                                 | Bulletins blancs                                                       | 467                       | 1,10                      | 2 319                    | 6,37                     |
| Bulletins nuls                                                                   | Bulletins nuls                                                         | 182                       | 0,43                      | 883                      | 2,43                     |
| Suffrages exprimés                                                               | Suffrages exprimés                                                     | 41 786                    | 98,47                     | 33 195                   | 91,20                    |
|                                                                                  |                                                                        |                           |                           |                          |                          |
| Candidat Étiquette politique (partis et alliances)                               | Candidat Étiquette politique (partis et alliances)                     | Voix                      | % des exprimés            | Voix                     | % des exprimés           |
|                                                                                  |                                                                        |                           |                           |                          |                          |
|                                                                                  | Marion Lenne La République en marche                                   | 15 134                    | 36,22                     | 17 814                   | 53,66                    |
|                                                                                  | Astrid Baud-Roche Divers droite                                        | 6 054                     | 14,49                     | 15 381                   | 46,34                    |
|                                                                                  | Patricia Mahut Les Républicains (Union des démocrates et indépendants) | 5 200                     | 12,44                     |                          |                          |
|                                                                                  | Anne-Françoise Abadie-Parisi Front national                            | 3 602                     | 8,62                      |                          |                          |
|                                                                                  | Marin Dauriat La France insoumise                                      | 3 593                     | 8,60                      |                          |                          |
|                                                                                  | Daniel Magnin Régionaliste (100 % Savoie)                              | 3 277                     | 7,84                      |                          |                          |
|                                                                                  | Jean-Baptiste Baud Parti socialiste                                    | 2 210                     | 5,29                      |                          |                          |
|                                                                                  | Gil Thomas Parti communiste français (Front de gauche)                 | 1 259                     | 3,01                      |                          |                          |
|                                                                                  | Louis Polèse Debout la France                                          | 487                       | 1,17                      |                          |                          |
|                                                                                  | Bernard Charron Régionaliste (Les voix de Savoie)                      | 460                       | 1,10                      |                          |                          |
|                                                                                  | Céline Hind Amery Divers (Union populaire républicaine)                | 292                       | 0,70                      |                          |                          |
|                                                                                  | Michelle Bally Lutte ouvrière                                          | 218                       | 0,52                      |                          |                          |
| Source : Ministère de l'Intérieur - Cinquième circonscription de la Haute-Savoie |                                                                        |                           |                           |                          |                          |

#### Sixième circonscription
Député sortant : Sophie Dion (Les Républicains).
|                                                                                |                                                                                        |                           |                           |                          |                          |
|                                                                                |                                                                                        | Premier tour 11 juin 2017 | Premier tour 11 juin 2017 | Second tour 18 juin 2017 | Second tour 18 juin 2017 |
|                                                                                |                                                                                        |                           |                           |                          |                          |
|                                                                                |                                                                                        | Nombre                    | % des inscrits            | Nombre                   | % des inscrits           |
| Inscrits                                                                       | Inscrits                                                                               | 78 938                    | 100,00                    | 78 941                   | 100,00                   |
| Abstentions                                                                    | Abstentions                                                                            | 42 617                    | 53,99                     | 47 760                   | 60,50                    |
| Votants                                                                        | Votants                                                                                | 36 321                    | 46,01                     | 31 181                   | 39,50                    |
|                                                                                |                                                                                        |                           | % des votants             |                          | % des votants            |
| Bulletins blancs                                                               | Bulletins blancs                                                                       | 343                       | 0,94                      | 1 693                    | 5,43                     |
| Bulletins nuls                                                                 | Bulletins nuls                                                                         | 147                       | 0,40                      | 544                      | 1,74                     |
| Suffrages exprimés                                                             | Suffrages exprimés                                                                     | 35 831                    | 98,65                     | 28 944                   | 92,83                    |
|                                                                                |                                                                                        |                           |                           |                          |                          |
| Candidat Étiquette politique (partis et alliances)                             | Candidat Étiquette politique (partis et alliances)                                     | Voix                      | % des exprimés            | Voix                     | % des exprimés           |
|                                                                                |                                                                                        |                           |                           |                          |                          |
|                                                                                | Xavier Roseren La République en marche                                                 | 12 311                    | 34,36                     | 16 356                   | 56,51                    |
|                                                                                | Sophie Dion (députée sortante) Les Républicains (Union des démocrates et indépendants) | 8 976                     | 25,05                     | 12 588                   | 43,49                    |
|                                                                                | Frédéric Champly Divers                                                                | 4 728                     | 13,20                     |                          |                          |
|                                                                                | Karam Aoun Front national                                                              | 3 239                     | 9,04                      |                          |                          |
|                                                                                | Sylvie Brianceau La France insoumise                                                   | 2 945                     | 8,22                      |                          |                          |
|                                                                                | Jacques Venjean Europe Écologie Les Verts                                              | 1 626                     | 4,54                      |                          |                          |
|                                                                                | Pierre Biguet Régionaliste (Les voix de Savoie)                                        | 603                       | 1,68                      |                          |                          |
|                                                                                | Charles Hedrich Divers droite                                                          | 514                       | 1,43                      |                          |                          |
|                                                                                | Amélie Sarlin Debout la France                                                         | 496                       | 1,38                      |                          |                          |
|                                                                                | Catherine Derrien Lutte ouvrière                                                       | 202                       | 0,56                      |                          |                          |
|                                                                                | Sébastien Ducrot Divers (Union populaire républicaine)                                 | 191                       | 0,53                      |                          |                          |
| Source : Ministère de l'Intérieur - Sixième circonscription de la Haute-Savoie |                                                                                        |                           |                           |                          |                          |